# Narodni svet za Štajersko
Narodni svet za Štajersko (tudi Narodni svet v Mariboru) je bil t. i. pokrajinski odsek Narodnega sveta v Ljubljani.
Bil je ustanovljen 26. septembra 1918 v Mariboru. Njegov predsednik je postal dr. Karel Verstovšek, podpredsednika pa dr. Franjo Rosina in dr. Josip Hohnjec. Na sejah Narodnega sveta za Štajersko so obravnavali določitev narodne meje, ustanavljenje krajevnih narodnih svetov in narodnih straž na slovenskem Štajerskem, Narodni svet pa je bil pomemben tudi pri prevzemu oblasti na Štajerskem, ki se je pričela 1. novembra 1918. Deloval je do 30. decembra 1918.
V času svojega delovanja je utemeljil vsa najpomembnejša dejanja narodne osvoboditve na slovenskem Štajerskem.